# Carl Gustaf pvg m/42

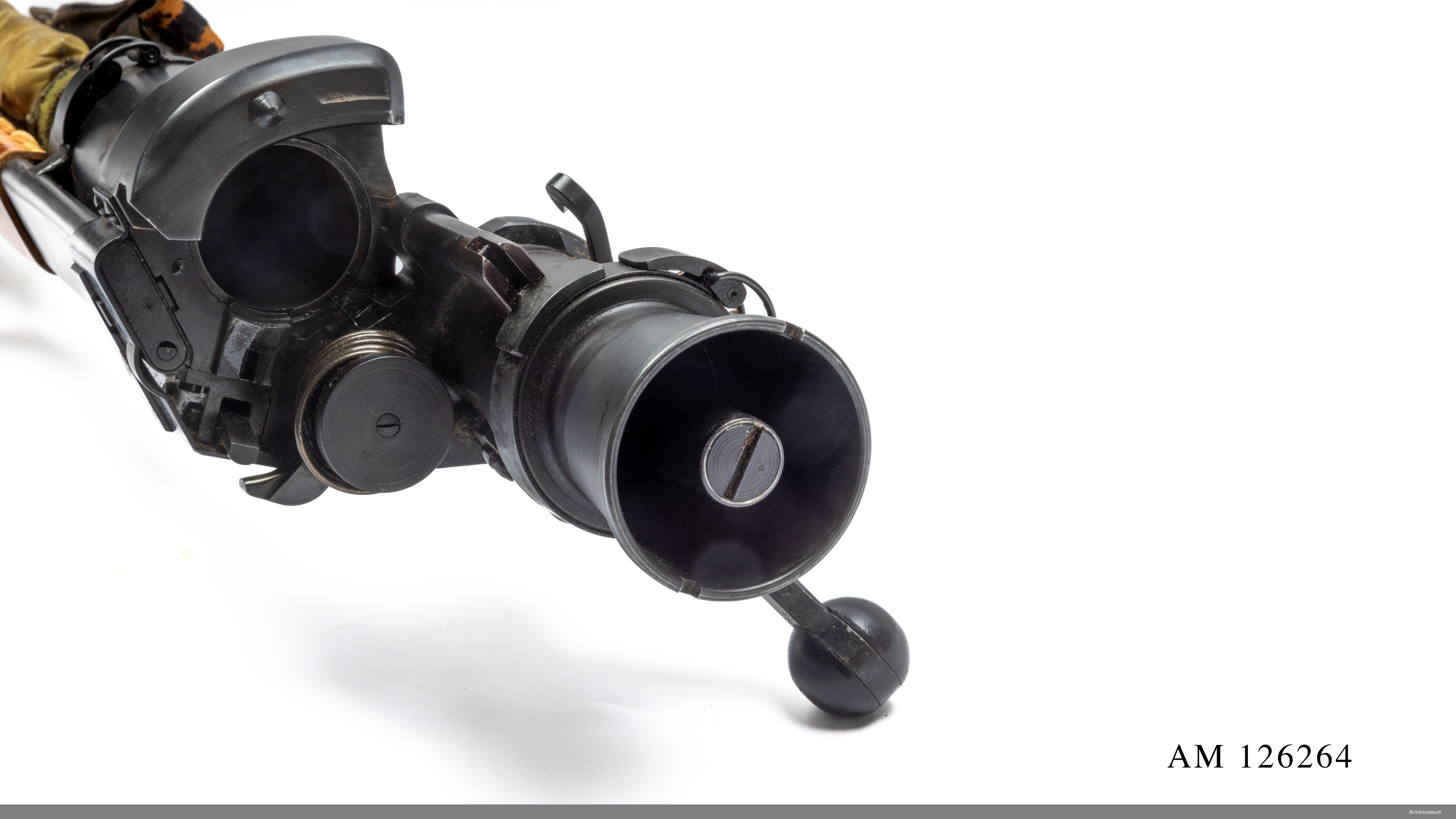
Aufgeklappter Verschluss

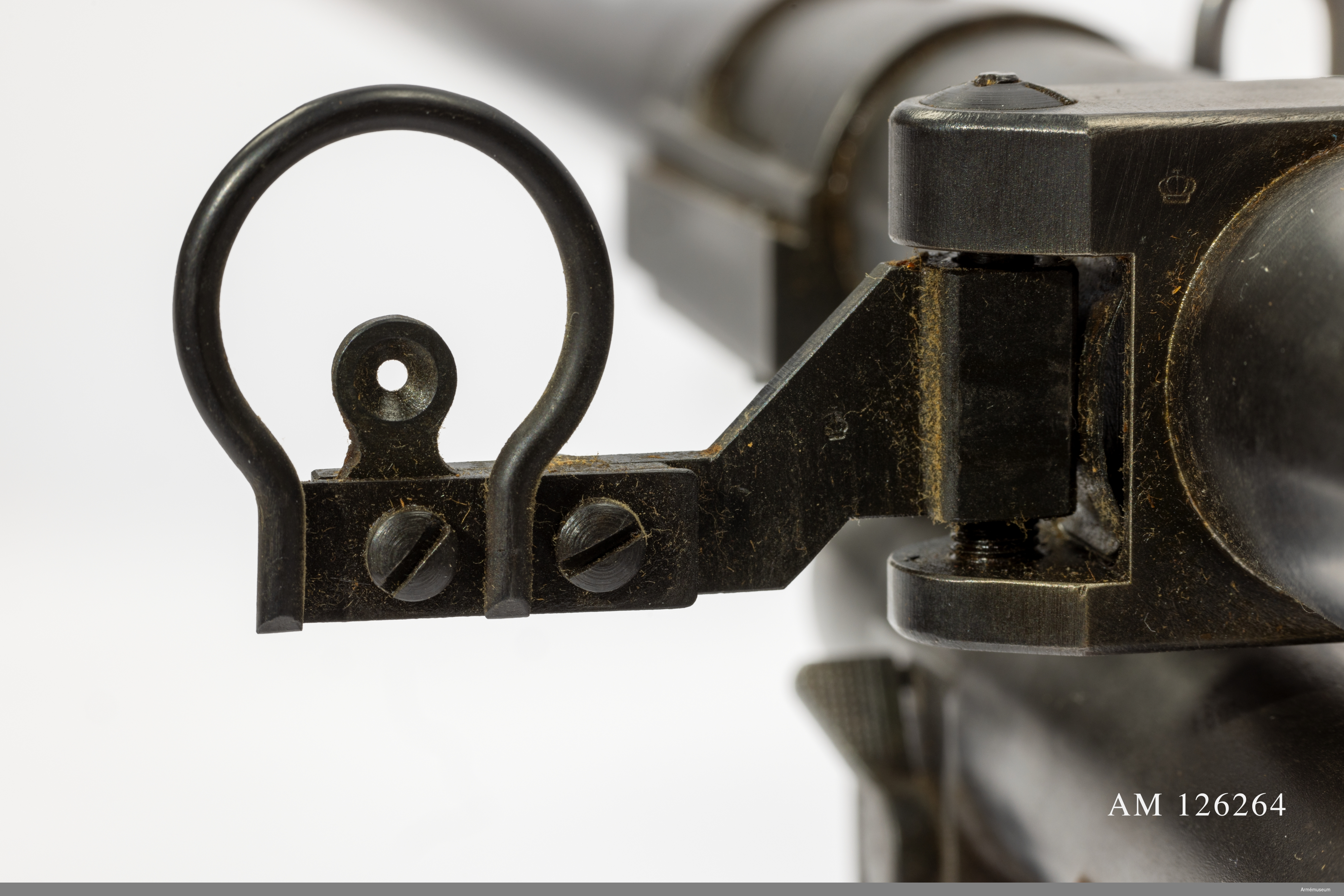
Visier: Diopter

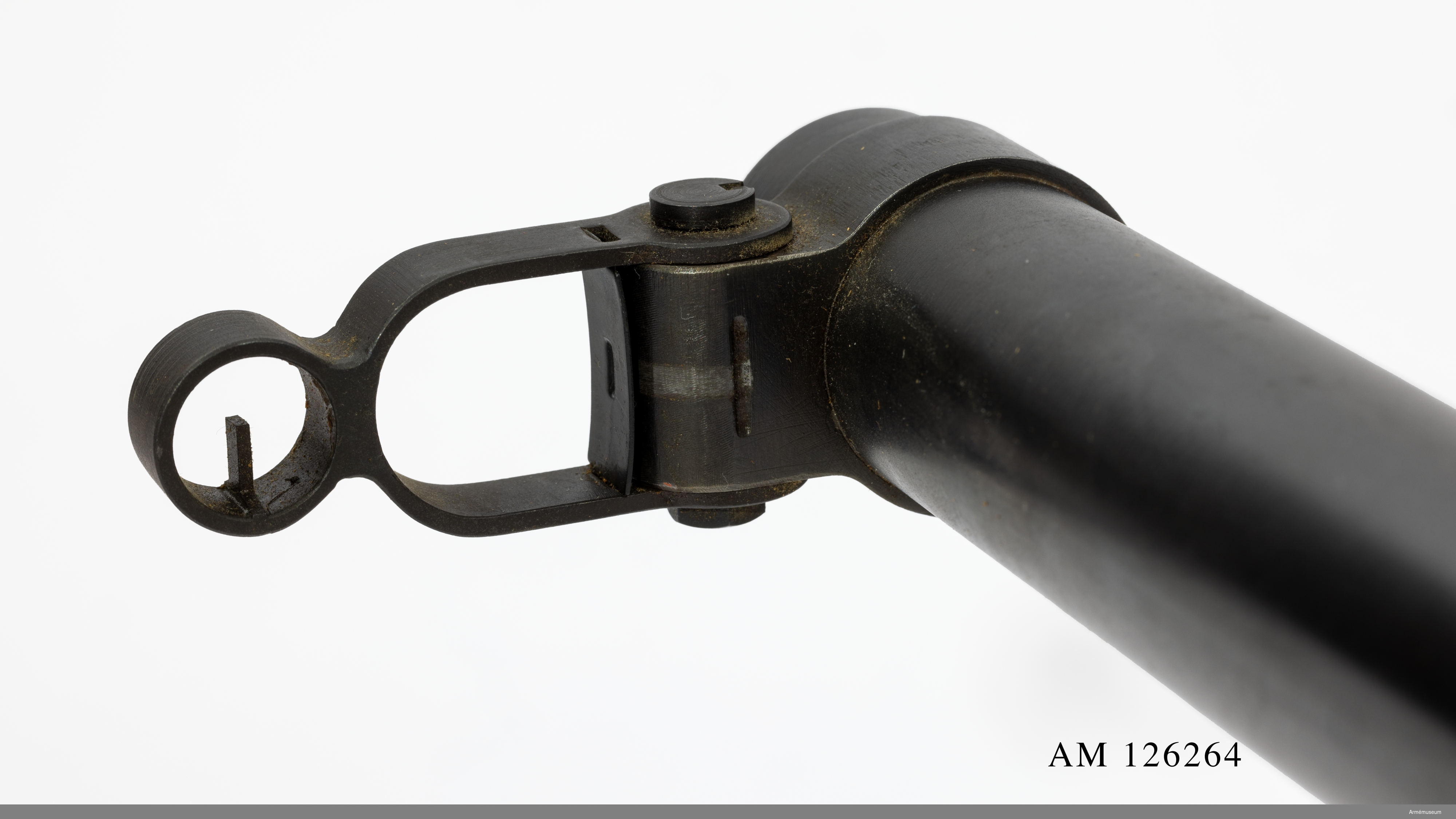
Visier: Korn

Das Pansarvärnsgevär Modell 1942 bzw. in Kurzschreibweise pvg m/42 war eine schwedische Panzerbüchse des Herstellers Carl Gustafs stads gevärsfaktori. Um das Gewicht zu senken, baut die Waffe auf dem Prinzip des rückstoßfreien Geschützes auf.

## Geschichte
Aufgrund der immer besser werdenden Panzerung der Panzer ab den 1930er Jahren, mussten die Panzerbüchsen immer größer und schwerer werden. Mit dem pvg m/42 wollte der Artillerieoffizier Hugo Jensen und der Zivilist Harold Abramson bei der Königlichen Armeematerialabteilung „Kungliga Arméförvaltningens Tygavdelning“ (KAFT) diesem Trend entgegenwirken. Die ab 1940 entwickelte Waffe basierte auf dem Prinzip des rückstoßfreien Geschützes. Hierbei werden die Gase der Treibladung nach rückwärts geleitet und kompensieren so den Rückstoß. Die Waffe konnte auf 100 m Entfernung 40mm Panzerung bei einem optimalen Aufschlagwinkel von 90° durchschlagen. Dabei wog sie nur 11 kg; die leistungsmäßig vergleichbare finnische Lahti L-39 wog hingegen über 40 kg. Nach wie vor basierte die Durchschlagsleistung auf einem Wuchtgeschoss aus Metall des Kalibers 20 mm welches in beim Abschuss stark beschleunigt wurde, damit es mit einer möglichst hohen Geschwindigkeit auf die Panzerung auftraf.
Nach einer Reihe von Test und Modifikation nahm das Schwedische Heer die Waffe 1942 an. Es wurden etwas über 3000 Stück bei der Carl Gustafs stads gevärsfaktori bestellt. Die ersten 500 Stück waren fehlerhaft und mussten nachgebessert werden. Letztendlich wurden zwischen August 1942 und Juli 1944 nur etwa 1000 Stück ausgeliefert. Noch während der Produktion erkannte man, dass die Durchschlagsleistung bei modernen Panzern wie T-34, Panzerkampfwagen VI Tiger, Panzerkampfwagen V Panther nicht mehr ausreichen würde. Es wurde daher schon parallel ein Nachfolger entwickelt. Die ab 1946 gebaute erfolgreiche FFV Carl Gustaf hat ein auf 84 mm vergrößertes Kaliber und nutzt Hohlladungsgeschosse, die unabhängig von der Auftreffgeschwindigkeit auf die Panzerung wirken.
Um 1980 nutzen die Streitkräfte des Vereinigten Königreichs die Waffe gegen Boote. Während des Nordirlandkonflikts konnte sich die Provisional Irish Republican Army 1983 einige pvg m/42 aneignen und griff damit die British Army und Royal Ulster Constabulary an.

## Technik
Das Waffenrohr basiert auf einer 20-mm Waffe von Bofors. Ungewöhnlich für eine Waffe der damaligen Zeit, wird das pvg m/42 auf die Schulter des Schützen gelegt. Dieses ist auch notwendig, damit der Rückstrahl hinter den Schützen geleitet wird. An dem Rohr ist dafür eine Schulterstütze und ein Pistolengriff befestigt. Ein Zweibein kann angebracht werden, wenn die Waffe im Liegen geschossen werden soll. Das auf 300 m eingestellte mechanische Visier ist seitlich an der Waffe befestigt und kann beim Transport eingeklappt werden. Die hintere Visiereinrichtung ist ein Diopter. Zusätzlich kann ein Zielfernrohr montiert werden.
Das pvg m/42 ist eine Einzelladerwaffe, welche von hinten geladen wird. Der Verschluss und das Rohr sind mit einem Scharnier verbunden. In dem Verschluss befindet sich die Lavaldüse. Der Stoßboden des Verschlusses ist nicht wie bei konventionellen Waffen massiv ausgeführt, sondern hat Öffnungen für die Treibladungsgase.
Die Waffe wird von einem Team aus Schütze und Ladeschütze bedient. Während der Schütze zielt und schießt, legt der Ladeschütze die Patronen von hinten ein. Dazu klappt er den Verschluss mit Hilfe eines Hebels zur Seite, führt die Patrone in das Patronenlager ein und schließt den Verschluss wieder.
Für die Waffe wurde spezielle Munition 20x180R entwickelt. Die Patronenhülse der pvg m/42 ist gegenüber einer konventionellen 20 mm Patronenhülse viel voluminöser, weil sie deutlich mehr Treibladung enthält. Ein Großteil der Treibladungsgase wird für die Kompensation des Rückstoßes benötigt. Der Patronenboden ist nicht, wie bei konventioneller Munition, aus massivem Metall, sondern zerbrechlich.
Beim Abschuss werden Teile des Patronenbodens, welche sich an den Öffnungen des Stoßbodens befinden, durch den Druck der Treibladungsgase herausgebrochen. Die Lavaldüse hält den Druck aufrecht, lässt aber einen Teil entweichen, was dem Rückstoß beim Abschuss des Geschosses entgegenwirkt.
Das panzerbrechende Geschoss „slpprj m/42“ wiegt 108 g, was zu einer Mündungsgeschwindigkeit von etwa 950 m/s führt. Das Geschoss hat einen Glimmspursatz, um die Flugbahn des Geschosses zu verfolgen. Ungewöhnlich für eine Panzerbüchse, gibt es mit „sgr m/43“ ein Sprenggeschoss mit Aufschlagzünder.
Der Verschlussblock wurde durch die heißen und unter hohem Druck stehenden Treibladungsgase stark erodiert, sodass Teile nach 20 Schuss mit panzerbrechenden Geschossen ersetzt werden müssen. Bei dem  Sprenggeschoss und Trainingsmunition sind es 40 Schuss, weil bei diesen Geschossen geringere Drücke auftreten. Der Abnutzungszustand hatte eine Wirkung auf die Mündungsgeschwindigkeit.